# ألين واتسون
ألين واتسون (بالإنجليزية: Allen Watson)‏ هو لاعب كرة قاعدة أمريكي، ولد في 18 نوفمبر 1970 في جامايكا ‏ في الولايات المتحدة.

## وصلات خارجية
- ألين واتسون على موقع دوري كرة القاعدة الرئيسي (الإنجليزية)
- ألين واتسون على موقعبيزبول رفرنس.كوم (الدوري الرئيسي) (الإنجليزية)
- ألين واتسون على موقع إي إس بي إن.كوم (أم.أل.بي) (الإنجليزية)
- ألين واتسون على موقع مشجعي الرسوم البيانية (الإنجليزية)